# Ка ла Нинета (Пезаро и Урбино)
Ка ла Нинета је насеље у Италији у округу Пезаро и Урбино, региону Марке.
Према процени из 2011. у насељу је живело 29 становника. Насеље се налази на надморској висини од 215 м.